# 贝萨 (克勒兹省)
贝萨（法語：Beissat，法語發音：[bɛsa]）是法国克勒兹省的一个市镇，属于欧比松区。 

## 地理
贝萨（45°46'23"N, 2°16'34"E）面积14.49 平方千米，位于法国新阿基坦大区克勒兹省，该省份为法国中部省份，位于法國中央高原西北部，北起安德尔省和谢尔省，西接维埃纳省，南至科雷兹省，东临多姆山省，东北与阿列省接壤。
与贝萨接壤的市镇（或旧市镇、城区）包括：拉库尔蒂讷、马尼亚莱特朗日、马勒雷、圣奥拉杜德希鲁兹。

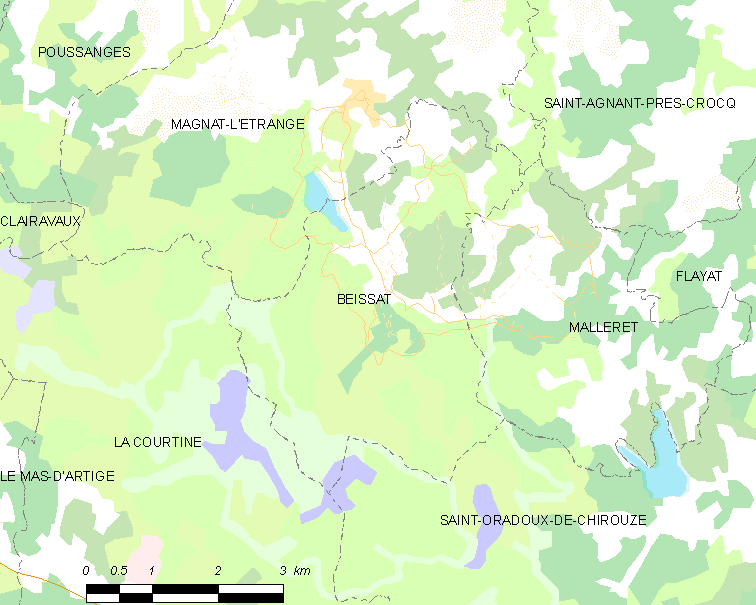
的OSM定位图

贝萨的时区为UTC+01:00、UTC+02:00（夏令时）。

## 行政
贝萨的邮政编码为23260，INSEE市镇编码为23019。

## 政治
贝萨所属的省级选区为欧藏斯县。

## 人口

1962-2008年间人口变化图示

贝萨于2022年1月1日时的人口数量为30人。